# トウコウエルザ
トウコウエルザとは日本の競走馬、繁殖牝馬である。1974年優駿賞最優秀4歳牝馬を受賞。同期にキタノカチドキ・コーネルランサー・フジノパーシア・タカエノカオリ・イットー・サクライワイがいる昭和49年（1974年）世代の一頭である。

## 戦績
1973年11月11日にデビューしたが、初勝利は翌1974年2月3日になってからで、クラシックシーズン開始時には一介の下級条件馬にすぎなかった。ところが、この年勝てば優駿牝馬（オークス）三連覇の偉業を達成可能であった嶋田功に見初められたのが転換点となる。トウコウエルザを管理している仲住達弥調教師とはこの時点では縁が薄かったものの、オークス連覇した騎手の頼みということで、それまで主戦騎手だった中野栄治から乗り替わりとなった。こうして嶋田との新コンビとなったトウコウエルザは、乗り替わり緒戦の特別戦こそ3着敗退したものの、直後の条件戦を勝ち優駿牝馬へ出走した。
前日発売では嶋田功のオークス三連覇の期待もあり、条件戦を勝ち上がったばかりのトウコウエルザは単勝1番人気になった。流石に当日は26頭立ての9番人気にまで人気を落としたが、シンザン産駒スピードシンザンを競り落とし優勝。パーソロン産駒は4年連続、嶋田功は3年連続のオークス勝利を飾った。
秋にはクイーンステークス・ビクトリアカップと連勝し文字通り4歳牝馬の女王の座に着いた。
翌1975年、古馬となったトウコウエルザは現在の様に牝馬限定路線が無かったこともあり、中長距離路線で牡馬を相手に戦うこととなった。ラストランとなった1977年1月5日開催の金杯（東）まで結局勝てずに終わったが、天皇賞（秋）・1976年第17回宝塚記念・高松宮杯で3着（共に優勝はフジノパーシア）。牡馬に挑み互角に戦った底力のある女傑であった。
1975年9月7日に開催された京王杯オータムハンデキャップでは、単勝最低人気を覆して6番人気で1歳上のオークス馬ナスノチグサの2着に突っ込み、『オークス馬同士で枠連万馬券』という珍事を起こしている。

## 引退後
引退後は武田牧場で繁殖牝馬として繋養されていたが、仔出しが悪く、中央競馬で3勝を挙げたメイプルトウコウ（父プレストウコウ。父・母・自身全て同オーナー）を出した程度に終わった。後継牝馬も少なく、現在その牝系はエルザスキー（1987年産:父ロイヤルスキー）→アンバーエルザ（1993年産:父アンバーシャダイ）→ボーンフリー（2002年産:父フジキセキ）の一本のみが残っているが、ボーンフリーが用途変更のため牝系は途絶えてしまった。

## 血統表
| トウコウエルザの血統（パーソロン系（トウルビヨン系） / Tourbillon 5×5=6.25%（父内） | トウコウエルザの血統（パーソロン系（トウルビヨン系） / Tourbillon 5×5=6.25%（父内） | トウコウエルザの血統（パーソロン系（トウルビヨン系） / Tourbillon 5×5=6.25%（父内） | （血統表の出典）   | （血統表の出典） |
| 父 *パーソロン Partholon 1960 鹿毛                                                  | 父の父Milesian 1953 鹿毛                                                            | My Babu                                                                             | Djebel             | Djebel           |
| 父 *パーソロン Partholon 1960 鹿毛                                                  | 父の父Milesian 1953 鹿毛                                                            | My Babu                                                                             | Perfume            |                  |
| 父 *パーソロン Partholon 1960 鹿毛                                                  | 父の父Milesian 1953 鹿毛                                                            | Oatflake                                                                            | Coup de Lyon       | Coup de Lyon     |
| 父 *パーソロン Partholon 1960 鹿毛                                                  | 父の父Milesian 1953 鹿毛                                                            | Oatflake                                                                            | Avena              |                  |
| 父 *パーソロン Partholon 1960 鹿毛                                                  | 父の母Paleo 1953 鹿毛                                                               | Pharis                                                                              | Pharos             | Pharos           |
| 父 *パーソロン Partholon 1960 鹿毛                                                  | 父の母Paleo 1953 鹿毛                                                               | Pharis                                                                              | Carissima          |                  |
| 父 *パーソロン Partholon 1960 鹿毛                                                  | 父の母Paleo 1953 鹿毛                                                               | Calonice                                                                            | Abjer              | Abjer            |
| 父 *パーソロン Partholon 1960 鹿毛                                                  | 父の母Paleo 1953 鹿毛                                                               | Calonice                                                                            | Coronis            |                  |
| 母 ベニサイ 1964 栃栗毛                                                             | 母の父*ゲイタイム Gay Time 1949 栗毛                                                | Rockefella                                                                          | Hyperion           | Hyperion         |
| 母 ベニサイ 1964 栃栗毛                                                             | 母の父*ゲイタイム Gay Time 1949 栗毛                                                | Rockefella                                                                          | Rockfel            |                  |
| 母 ベニサイ 1964 栃栗毛                                                             | 母の父*ゲイタイム Gay Time 1949 栗毛                                                | Daring Miss                                                                         | Felicitation       | Felicitation     |
| 母 ベニサイ 1964 栃栗毛                                                             | 母の父*ゲイタイム Gay Time 1949 栗毛                                                | Daring Miss                                                                         | Venturesome        |                  |
| 母 ベニサイ 1964 栃栗毛                                                             | 母の母ミスキヨウワ 1957 鹿毛                                                        | *グレーロード Greylord                                                              | Mahmoud            | Mahmoud          |
| 母 ベニサイ 1964 栃栗毛                                                             | 母の母ミスキヨウワ 1957 鹿毛                                                        | *グレーロード Greylord                                                              | Rude Awakening     |                  |
| 母 ベニサイ 1964 栃栗毛                                                             | 母の母ミスキヨウワ 1957 鹿毛                                                        | *フオックスンダウン Foxendown                                                       | Foxbridge          | Foxbridge        |
| 母 ベニサイ 1964 栃栗毛                                                             | 母の母ミスキヨウワ 1957 鹿毛                                                        | *フオックスンダウン Foxendown                                                       | Nightstep F-No.5-b |                  |

祖母の姉に1955年春の天皇賞2着の後京都記念（春）を制したセカイイチ（ニュージーランド産）がいる。